# Cianotipia

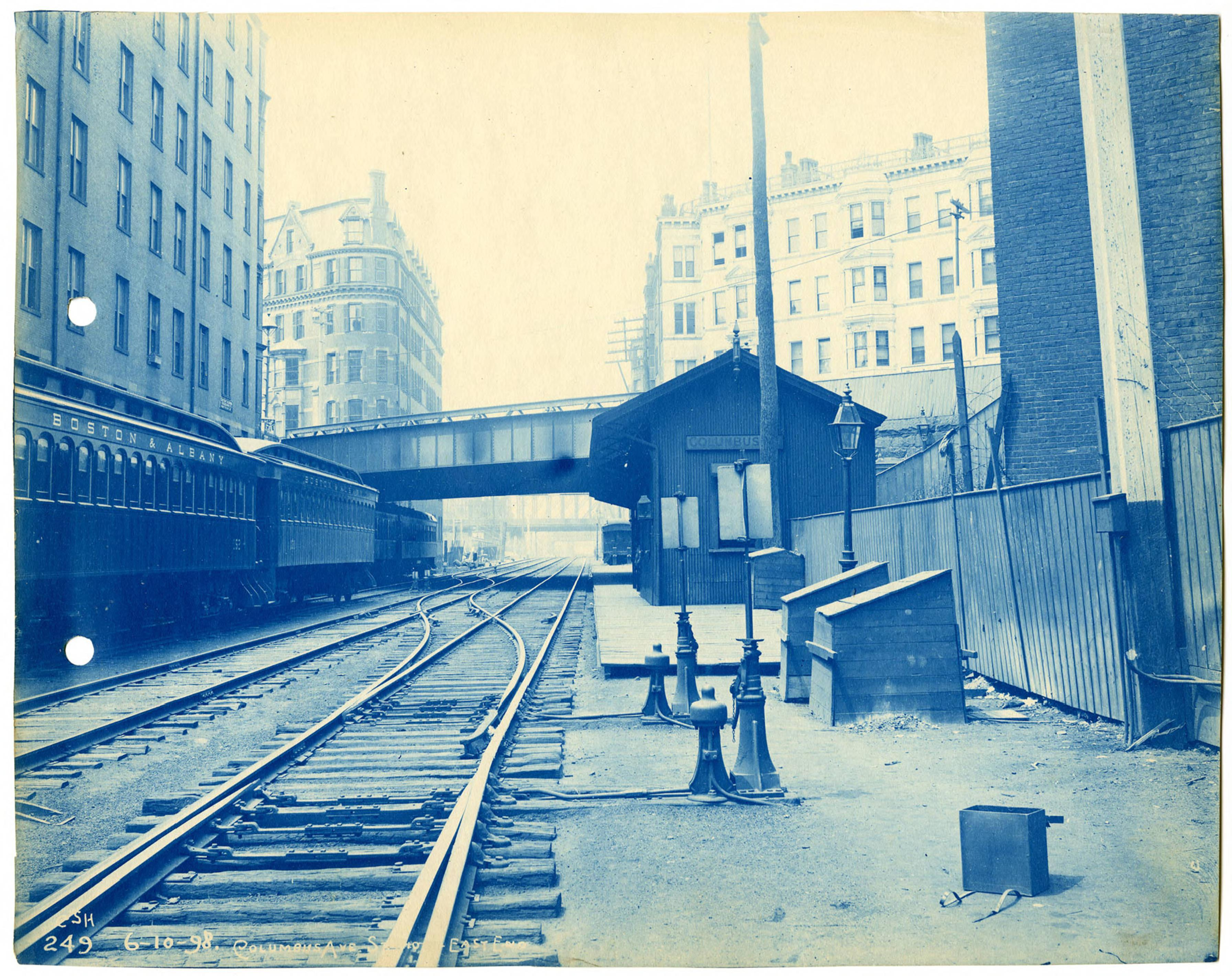
Cianotipia raffigurante un tratto della stazione di Columbus Avenue, Boston (1898)

La cianotipia è un antico metodo di stampa fotografica caratterizzata dal tipico colore Blu di Prussia (da qui il nome che deriva dal greco antico κύανος?, kýanos, "blu").

## Storia
Lo scienziato e astronomo inglese Sir John Herschel inventò questo procedimento nel 1842, a pochi anni dal varo della fotografia da parte di William Fox Talbot in Gran Bretagna e Louis Daguerre in Francia.
Mentre i sistemi ideati da Talbot e Daguerre sfruttavano la fotosensibilità dei sali d'argento, il processo messo a punto da Herschel si basava su alcuni sali di ferro, precisamente il ferricianuro di potassio e il citrato ferrico ammoniacale. Questi due sali, mescolati assieme, sono molto sensibili e reagiscono quando posti di fronte alla luce di tipo solare. Frapponendo un negativo tra la luce ultravioletta e un foglio di carta su cui è stata applicata la soluzione ai sali ferrici, si produce un'immagine fotografica.
Il cianotipo è rimasto famoso nella storia della fotografia anche perché venne sfruttato pochi anni dopo la sua scoperta da Anna Atkins, considerata da molti la prima donna fotografa della storia. Lo stesso procedimento di stampa, grazie alla sua versatilità, è rimasto in uso, oltre che in fotografia anche come processo grafico per la riproduzione di disegni tecnici e di planimetrie, almeno fino agli anni settanta del XX secolo. In queste applicazioni, sia pure nelle sue varianti, il procedimento ha preso anche il nome di cianografia o di "blueprint".

## Processo

### Formula e metodo di Herschel
Un'immagine può essere prodotta esponendo la carta sensibilizzata a una fonte di luce ultravioletta (come la luce solare) come stampa a contatto. La combinazione di luce UV e citrato riduce il ferro (III) a ferro (II). Questo è seguito da una complessa reazione del ferro (II) con il ferricianuro. Il risultato è un pigmento blu insolubile (ferrocianuro ferrico) noto come blu di Prussia. Il tempo di esposizione varia ampiamente, da pochi minuti alla luce solare diretta e intensa, a esposizioni di 10-20 minuti o più, in una giornata grigia.
Dopo l'esposizione, la carta viene sviluppata mediante lavaggio in semplice acqua fredda: i sali di ferro (III) inesposti sono solubili e si staccano dal foglio, rimanendo nell'acqua di primo sviluppo. Le parti che sono state esposte ai raggi ultravioletti non più solubili in acqua, e passano dal giallo iniziale al blu/turchese, poiché il pigmento indurito rimane nella carta. Con l'asciugatura e l'ossidazione a contatto con l'aria l'immagine si scurisce ancora, e questo conferisce alla stampa il suo tipico colore Blu di Prussia, che l'ha resa famosa a livello internazionale come "Blueprint" fin dalla fine del XIX secolo.

### Formula migliorata
Gli ingredienti sono rimasti invariati sin dal 1842, dalla formula di Herschel che fu usata anche dalla Atkins per il suo famoso libro. Nel 1994 il chimico e fotografo Mike Ware ha reso più pratica la formula originaria di Herschel, rendendo la soluzione già miscelata e pronta all'uso, con un solo componente da stendere, utilizzando l'ossalato di ferro (III) di ammonio, noto anche come ossalato ferrico di ammonio.
Gli svantaggi della formula Ware sono un costo più elevato, una preparazione più complicata e un livello di tossicità.

### Incisione
Il cianotipo può essere stampato in combinazione con la gomma bicromatata, un processo di stampa fotografica che utilizza una miscela sensibilizzante di gomma arabica e acquerello, o con un'immagine di gomma bicromata, in cui, per l'imaging a colori pieni da separazioni di colore, può formare lo strato blu; oppure può essere combinato con uno strato dipinto o disegnato a mano.

### Viraggio
In un cianotipo, il blu è solitamente il colore preferito perché è il suo colore caratteristico e il motivo perché si è eseguita la stampa in questa modalità. Ma è possibile anche far cambiare colore al cianotipo. E' pratica comune aggiungere al bagno di sviluppo (che è soltanto acqua) degli altri componenti più o meno casalinghi, chimici e naturali, come l'aceto o l'acqua ossigenata per dare una varietà di effetti alternativi alla tonalità di base della stampa. Questi metodi però sono principalmente effetti riducenti o intensificatori, che lasciano la stampa nella gamma del blu iniziale.
Con un metodo chiamato "viraggio" (termine utilizzato anche nel campo della fotografia argentica, che utilizza sali d’argento per ottenere un'immagine finale costituita da particelle di argento puro) è possibile dare alle stampe cianotipiche una colorazione diversa dal blu, ad esempio una tinta seppia o marrone.
Il processo del viraggio, che non è complesso ma richiede pazienza per ottenere buoni risultati, deve essere effettuato dopo l'asciugatura della stampa (quando è ancora di colore blu), e può far cambiare il colore all'immagine portandola dalla tonalità primaria del blu al marrone oppure al nero, al violaceo, al verdone, o fargli assumere addirittura sfumature rosate, a seconda degli agenti tannanti impiegati nel processo di "Toning".
Questi componenti possono essere naturali come il tè, il vino o il caffè, oppure dei componenti chimici derivati per estrazione da prodotti naturali, come l'acido tannico o l'acido gallico, oppure ancora potrebbero essere altri componenti strettamente chimici, ormai però andati in disuso sia per la loro irreperibilità, per la nuova sensibilità ecologica e spesso anche per la pericolosità per la salute (ad es. l'acido solforico).
È pratica comune per lo stampatore cianotipico "sbiancare" le stampe prima di virarle. Questo serve a predisporre i sali di ferro contenuti nella cianotipia ad accettare meglio il nuovo componente tannante. L'agente sbiancante più diffuso è il carbonato di soda (Soda Solvay) o in alternativa l'ammoniaca, ma possono essere usati anche altri "sbiancanti" casalinghi come ad es. la candeggina, anche se meno utilizzata per l'aggressività corrosiva sul supporto cartaceo.
Si può anche intenzionalmente virare la stampa senza preventivamente sbiancarla, perché produce un effetto ancora diverso e molto più intenso.

### Conservazione a lungo termine
Una delle tecnologie di stampa vittoriane più robuste, i cianotipi sono abbastanza stabili da soli, ma a differenza della maggior parte dei processi storici e attuali, le stampe non reagiscono bene agli ambienti di base. Di conseguenza, non è consigliabile conservare o presentare la stampa in cartoncino da museo tamponato chimicamente, in quanto ciò fa sbiadire l'immagine. Un'altra caratteristica insolita del cianotipo è il suo comportamento rigenerativo: le stampe che sono sbiadite a causa della prolungata esposizione alla luce possono spesso essere ripristinate in modo significativo al loro tono originale semplicemente conservandole temporaneamente in un ambiente buio.
I cianotipi su tela sono permanenti ma devono essere lavati a mano con sapone non fosfatato per non far ingiallire il ciano.

## Cianotipia nella pratica artistica

### Potenziale artistico
Il successo del cianotipo come forma di espressione artistica risiede nella sua capacità di manipolazione o distorsione. Produce effetti distintivi ed è versatile, consentendo di realizzare stampe su un'ampia varietà di superfici, tra cui carta, legno, tessuto, vetro, perspex, osso, guscio d'uovo, gesso e ceramica e a qualsiasi scala; il più grande è 276,64 m², creato da Stefanos Tsakiris a Salonicco, in Grecia, il 18 settembre 2017. Robin Hill nel 2001 ha esposto Sweet Everyday, una cianotipia di 30,5 m (100 piedi) che avvolge la galleria Soho di Lennon, Weinberg, Inc., ed evoca pennellate ondulate posizionando normali borse della spesa su carta fotosensibile esposta alla luce. Per negativi o positivi fotografici l'ingrandimento direttamente sull'emulsione non è fattibile a causa della bassa sensibilità dell'emulsione stessa (eccetto con un ingranditore solare), quindi richiede la stampa a contatto con rapporto 1:1. La bassa sensibilità consente di ispezionare il progresso in un telaio di stampa durante l'esposizione. Di conseguenza, e grazie alla sua lunga scala di esposizione, si adatta alla maggior parte dei negativi, sia ad alto che a basso contrasto. Come tecnologia riconoscibile del XIX secolo, artisti come John Dugdale la usano per evocare, o per criticare, l'estetica vittoriana e i costrutti sociali.
L'artista non si limita alla riproduzione di negativi fotografici esistenti. Le stampe possono essere fatte di oggetti tridimensionali, sfruttando la capacità degli oggetti di essere posizionati sopra il materiale fotosensibile. Una volta esposta alla luce, la stampa finale è un contorno di un oggetto con dettagli interni dove lasciano filtrare la luce, a seconda della loro relativa trasparenza ed esposizione; i cianotipi botanici di Anna Atkin registrano nitidamente i segmenti più trasparenti di un petalo o di una foglia. Un oggetto originale, utilizzato per realizzare un fotogramma cianotipico, comprendente ad esempio la figura umana, viene riprodotto a grandezza naturale. I cianotipi collaborativi di Robert Rauschenberg e Susan Weil, tra cui Untitled (Double Rauschenberg), del 1950 sono stati realizzati da entrambi gli artisti sdraiati, con le mani tenute su un grande pezzo di carta fotosensibile (trattata con prodotti chimici per cianotipia). Le stampe risultanti dei loro corpi in varie pose fanno attualmente parte della collezione permanente del Museum of Modern Art.
La potente tonalità ciano può sviluppare una risposta spirituale o emotiva come nell'immaginario cosmico di Carolyn Lewens e naturalmente si associa simbolicamente al mare o al cielo. Come nota il fotografo tedesco Thomas Kellner dei suoi ritratti cubisti a foro stenopeico del 1997 di bambole di porcellana; "Sono particolarmente felice del colore blu di questa serie, poiché il blu ha una profondità diversa sullo sfondo rispetto a una stampa nera". La forma negativa può essere disorientante o surreale; mentre il bianco è spesso usato per incorniciare o evidenziare un soggetto centrale in molti media artistici, il contrario può essere vero nel cianotipo, richiedendo all'artista di adattare le proprie idee all'effetto.
Altrettanto importante è il potenziale espressivo dell'applicazione dell'emulsione a pennello, spatola, rullo o tela, oppure mediante stampaggio, per effetto calligrafico.

## Artisti

### Ottocento

#### Gran Bretagna

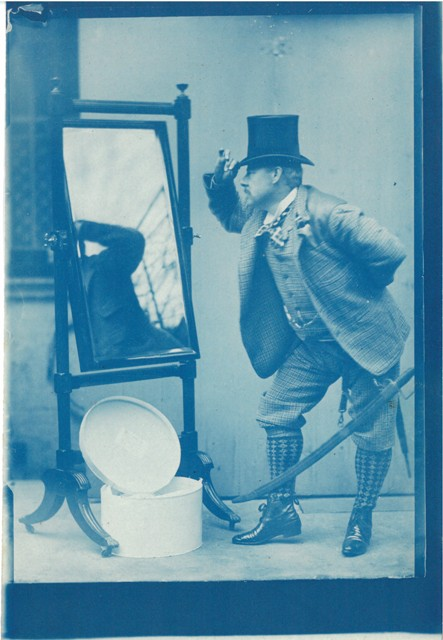
Autoritratto di Linley Sambourne (10 gennaio 1895)

Anna Atkins, che fu anche un'abile acquerellista, nei suoi esemplari botanici cianotipici, è considerata la prima a fare arte con il medium in cui le piante marine appaiono sospese in un blu oceanico, e mentre le sue centinaia di immagini soddisfare una curiosità scientifica, la loro qualità estetica è stata da allora fonte di ispirazione per gli artisti della cianotipia.
La fotografia cianotipica era popolare nell'Inghilterra vittoriana, ma divenne meno popolare con il miglioramento della fotografia. Entro la metà del 1800 pochi fotografi continuarono a sfruttare le sue qualità accessibili e alla Grande Esposizione del 1851, nonostante le ampie dimostrazioni di tecnologia fotografica, fu incluso solo un singolo esempio del processo di cianotipia. Peter Henry Emerson ha esemplificato l'atteggiamento britannico secondo cui i cianotipi non erano degni di essere acquistati o esibiti con la sua affermazione che: "Nessuno tranne un vandalo stamperebbe un paesaggio in rosso o in cianotipo".
Di conseguenza, il processo si dedicò alla verifica dei negativi domestici da parte di fotografi hobbisti e alle cartoline, sebbene un altro scienziato britannico, Fellow della Royal Astronomical Society Washington Teasdale, tenesse centinaia di conferenze nel corso della sua vita e fu tra i primi per illustrarli con diapositive a lanterna magica e, fino al 1890, per registrare i suoi esperimenti e campioni, utilizzò il cianotipo, una collezione del quale è conservata al Museum of the History of Science, Oxford.
Edwin Linley Sambourne ha utilizzato i cianotipi come archivio di immagini di riferimento per i suoi cartoni animati di Punch.

#### Francia
Curatori e professionisti in Francia hanno abbracciato il processo. Caricaturista, illustratore, scrittore e fotografo ritrattista Bertall (nato Charles Albert, visconte d'Arnoux, comte de Limoges-Saint-Saëns) come partner di Hippolyte Bayard fu incaricato negli anni '60 dell'Ottocento di realizzare ritratti cianotipici da negativi su vetro per la Société d'Ethnographie per la loro pubblicazione Collection Anthropologique. Pur essendo artistici nell'esecuzione, soddisfano anche gli interessi scientifici del gruppo poiché ogni soggetto è fotografato nudo con viste di fronte, di dietro e di profilo, non sul campo ma nel suo studio. Il progetto sfrutta anche la facilità di realizzare multipli di cianotipi per la pubblicazione. I cianotipi di Henri Le Secq, dopo aver abbandonato la fotografia dopo il 1856 per continuare a dipingere e collezionare arte, erano ristampe delle sue famose opere e realizzate intorno al 1870 poiché temeva una possibile perdita dovuta allo sbiadimento. Ha fatto ristampe dei negativi originali, alcuni dei quali sono ancora in buone condizioni. Sono ben rappresentati nelle collezioni francesi. Dall'inizio degli anni 1850 fino agli anni 1870 Corot, con artisti associati che lavoravano dentro e vicino alla città di Barbizon, adottò il cliché-verre disegnato a mano e sebbene la maggior parte fosse stampata su carta salata o albumenizzata, alcuni usarono il cianotipo.

#### America
Negli Stati Uniti il mezzo ha perseverato fino al XX secolo. Eadweard Muybridge ha realizzato stampe a contatto cianotipiche delle sue sequenze di locomozione animale, e i cianotipi etnografici di nativi nordamericani di Edward Sheriff Curtis sono conservati nella George Eastman House.

### Pittorialismo
I pittorialisti, in tutta Europa e in altri paesi occidentali, nel tentativo di far accettare la fotografia come forma d'arte, enfatizzarono l'artigianato nella stampa, a imitazione della pittura e del disegno, e attinsero a soggetti e temi simbolisti. Molti dei praticanti erano dilettanti rispettati il cui lavoro veniva premiato in un sistema di "saloni" internazionali gestiti da organizzazioni come il Camera Club di New York, e la competizione promuoveva un elevato livello di sperimentazione tecnica con tutti i processi allora in corso, come calotipia, cianotipia, stampa al platino, autocromia.
Le immagini domestiche e plein-air di Clarence White sono debitrici nella loro composizione ai suoi contemporanei, i pittori Thomas Dewing, William Merritt Chase e John White Alexander. Il suo laborioso processo ha comportato lo sviluppo dei negativi, quindi l'esecuzione di test sulla cianotipia, giocando con dimensioni, proporzioni e altre variabili, prima di realizzare una stampa in platino, che ha poi ritoccato meticolosamente ed espressivamente. Alfred Stieglitz nel suo ritratto di White (1907) conservato al Princeton University Art Museum, appare in modo torvo e critico nella stampa in cianotipia ivi conservata.
All'inizio del secolo, il pittore-fotografo Edward Steichen, allora associato ad Alfred Steiglitz che promosse la foto-secessione e il pittorialismo attraverso il suo Camera Work (1903-1917), produsse stampe di Midnight Lake George ora conservate nella Collezione Alfred Stieglitz: fotografie presso l'Art Institute di Chicago, dove nel 2007 l'esame scientifico delle stampe e dei suoi documenti ha concluso che il cianotipo era stato incorporato nella loro gomma bicromata predominante rispetto alla produzione di platino. Steichen argomentò provocatoriamente nel primo numero di Camera Work che "ogni fotografia è un falso dall'inizio alla fine, essendo praticamente impossibile una fotografia puramente impersonale e non manipolata".
Il foto-secessionista franco-americano Paul Havilland, coinvolto attraverso il matrimonio con la compagnia Lalique, mostra un giapponismo nei suoi lunatici ritratti e nudi cianotipici realizzati tra il 1898 e il 1920. Un altro pittorialista americano Fred Holland Day realizzò cianotipi di giovani, nudi o in costume da marinaio, nel 1911, che si conservano nella Biblioteca del Congresso, e l'artista francese Charles-François Jeandel stampò le sue immagini erotiche di donne legate al suo laboratorio di pittura a Parigi e poi nel dipartimento di Charente nel 1890-1900.
L'incisore americano più tradizionale Bertha Jaques, allineato con le visioni antimoderniste del movimento tardo vittoriano Arts and Crafts, dal 1894 ha prodotto più di mille fotografie cianotipiche di fiori di campo.

### Impressionismo
L'artista americano Theodore Robinson dipinse a Giverny 1887–1892, contemporaneo di Monet di cui fece un ritratto in cianotipia, e dei pagliai che Monet dipinse notoriamente. Ha osservato che “Dipingere direttamente dalla natura è difficile in quanto le cose non rimangono le stesse; la fotocamera aiuta a mantenere l'immagine nella tua mente". Disegnava spesso una griglia sui suoi cianotipi o stampe all'albume per aiutare a trasferire la composizione, con modifiche compositive, su tela, pur consapevole che "devo stare attento alla foto, prenderne quello che posso e poi andare". Le sue immagini fotografiche sono conservate nella Canajoharie Library and Art Gallery e nella Terra Foundation for the Arts.

### Modernismo
L'approccio modernista di Arthur Wesley Dow fu influente sui pittorialisti nelle composizioni eloquentemente semplici del suo ambiente del New England, come Pine Tree (1895), un cianotipo, legato al suo interesse, mentre studiava in Francia, nell'appartamento, qualità decorative dell'arte giapponese e quella di Les Nabis.
In Europa, Josef Sudek, il 'Poeta di Praga' a volte impiegò il cianotipo con effetti impressionisti durante il primo periodo modernista.
Fotografo, incisore, pittore, scenografo e cineasta sperimentale milanese, Luigi Veronesi, conoscitore del dibattito internazionale sull'astrazione, è rimasto colpito dalle potenzialità astratte del fotogramma. Ha partecipato a una mostra del 1934 a Parigi con il gruppo internazionale di artisti astratti "Abstraction-Création", attraverso il quale ha incontrato Fernand Léger. Trasse ispirazione dal Ballet Mécanique di Léger, dal Surrealismo attraverso la pittura metafisica di Giorgio de Chirico, e dal collega fotografo Giuseppe Cavalli con il quale, convinto dell'essenziale 'inutilità' dell'arte, nel 1947 fondò un gruppo chiamato La Bussola (The compass). Influenzato dalle teorie costruttiviste (e politicamente allineato con il comunismo), Veronesi utilizzò il fotogramma cianotipico dopo il 1932 come mezzo per rivelare qualità metafisiche negli oggetti.

### Tardo moderno
In un saggio del 2008 AD Coleman ha percepito un ritorno ai tradizionali metodi pittorialisti applicati nella fotografia d'arte dal 1976, una tendenza rappresentata negli ultimi cianotipi di Francesca Woodman e nelle stampe a contatto di Barbara Kasten e Bea Nettles. Weston Naef, curatore della fotografia al J. Paul Getty Museum di Los Angeles, in un articolo sul New York Times del 1998 del critico Lyle Rexer, ha confermato che "Guardando indietro ai pionieri [della fotografia], gli artisti di oggi vedono un modo per ripristinare l'espressione di un'arte ingannata dalla tecnologia", riferendosi alla perdita di 'intimità' nell'imaging digitale per spiegare l'attrazione degli artisti a dagherrotipi, ferrotipi, cianotipi, immagini stereopticon, stampe all'albumina, lastre umide al collodio. Gli artisti David McDermott e Peter McGough, che si sono incontrati nella scena artistica dell'East Village di New York degli anni '80, e fino al 1995 hanno portato il fenomeno all'estremo ricostruendosi come gentiluomini vittoriani, adottandone lo stile di vita e documentandolo utilizzando macchine fotografiche e materiali d'epoca, inizialmente ispirati dalla loro scoperta della cianotipia e datando le loro opere contemporanee nell'Ottocento.

### Contemporaneo
Dal 2000 circa 10 libri, e in numero crescente, vengono pubblicati ogni anno in inglese in cui compare "cyanotype" nel titolo, rispetto ai soli 95 in totale dal 1843 al 1999. Sebbene sia stata una forma d'arte sin dal suo inizio, il numero di artisti che ora impiegano il processo di cianotipia è aumentato e non sono solo fotografi. Nel libro della mostra britannica del 2022 Squaring the Circles of Confusion: Neo-Pictorialism in the 21st Century otto artisti contemporanei (Takashi Arai, Céline Bodin, Susan Derges, David George, Joy Gregory, Tom Hunter, Ian Phillips-McLaren e Spencer Rowell) impiegano l'arte della fotografia per scopi postmoderni, inclusa la cianotipia.

#### Internazionale
Molti sono stati inclusi nella prima indagine internazionale americana sul cianotipo nel 2016; Cyanotypes: Photography's Blue Period del Worcester Art Museum, che mostra usi del mezzo che vanno ben oltre l'utilitaristica stampa a contatto dei negativi; Annie Lopez ha cucito insieme cianotipi per creare abiti; Brooke Williams ha tinto i suoi cianotipi con il tè, adattando il loro colore con la sua storia di donna giamaicana americana; e Hugh Scott-Douglas ha sperimentato la cianotipia con i fotogrammi e l'astrazione.
Nel 2018, la New York Public Library ha esposto il lavoro di diciannove artisti contemporanei che impiegano la cianotipia. Montata 175 anni dopo il primo libro di cianotipi di Anna Atkin, British Algae, la mostra era intitolata Anna Atkins Refracted: Contemporary Works.

#### America
Christian Marclay usa la cianotipia su spartiti musicali e nastri di cassette.
Kate Cordsen applica l'estetica giapponese e la prospettiva non cartesiana nei suoi paesaggi cianotipici su scala murale.
Betty Hahn è stata la prima a incorporare la cianotipia con altri media artistici, inclusa la pittura a mano con ricami come dichiarazione femminista.
Meghann Riepenhoff riprende Anna Atkins esponendo i suoi fogli preparati sotto le onde, così la luce filtra attraverso la sabbia in movimento, le conchiglie e le correnti d'acqua.

#### Australia
L'australiano Todd McMillan attinge all'idea romantica del sublime e nella sua serie Equivalents si riferisce specificamente alla serie di immagini in bianco e nero di Alfred Steiglitz con quel nome prodotte tra il 1925 e il 1934. McMillan sceglie di utilizzare il cianotipo per produrre immagini che si potrebbero scambiare per il colore pieno, ma che in realtà rende sia il cielo che le nuvole di una tonalità blu monocromatica.

#### Canada
La canadese Erin Shirreff traduce i suoi interessi scultorei in fotogrammi cianotipici su larga scala di composizioni tridimensionali temporanee nel suo studio con esposizioni di ore durante le quali le forme componenti vengono spostate, aggiunte o sottratte per un effetto trasparente.

#### Germania
L'artista tedesco Marco Breuer corrode stampe cianotipiche su carta acquerello in rappresentazioni del passare del tempo. Allo stesso modo Katja Liebmann, anch'essa tedesca, crea “incisioni del tempo” rivisitando i negativi per mettere insieme ieri e oggi, usando la cianotipia e altri processi fotografici pittorici a bassa tecnologia, è in grado di “sviluppare il tempo come un'immagine” perché “i ricordi sono malleabili e il ricordo cambia con il tempo”.

#### Islanda
L'artista e regista islandese Inga Lísa Middleton utilizza il cianotipo per rappresentazioni nostalgiche della sua terra natale e come colore simbolico nelle immagini che allertano il pubblico su una catastrofe emergente nell'ambiente marino.

#### Paesi Bassi
L'artista olandese Jan van Leeuwen è nato nel 1932. I suoi autoritratti evocano la memoria e il trauma dell'occupazione nazista di Amsterdam durante la seconda guerra mondiale. Espone fogli di carta gelatina argentata in una macchina fotografica vintage da studio per ritratti che diventano i negativi per i suoi cianotipi.

#### Regno Unito
L'installazione di 12 000 stampe cianotipiche della Barbican Art Gallery di Walead Beshty, residente in Gran Bretagna e in America, traccia una linea temporale visiva da ottobre 2013 a settembre 2014 in un'opera intitolata A Partial Disassembling of an Invention Without a Future: Helter-Skelter and Random Notes in Which the Pulleys and Cogwheels Are Lying Around at Random All Over the Workbench, prodotte da ogni oggetto dello studio dell'artista esposto su carta, cartoncino o legno patinato con cianotipia.
Nel 2021, l'artista britannico Edd Carr ha realizzato un video musicale per Tycho Jones interamente con stampe cianotipiche. Ogni fotogramma è stato stampato come cianotipia e poi animato insieme. Carr riferisce che oltre 5 000 fotogrammi sono stati stampati come cianotipia per creare il video finale.

#### Grecia
Stefanos Tsakiris con il suo team riesce a stampare la cianotipia più grande su tessuto di cotone. Circa 70 persone si sono messe in posa su un tappeto lungo 100 metri, come movimento evolutivo sulla costa di Salonicco. La stampa finale è riuscita a vincere il Guinness World Record, come la più grande cianotipia.

## Galleria d'immagini

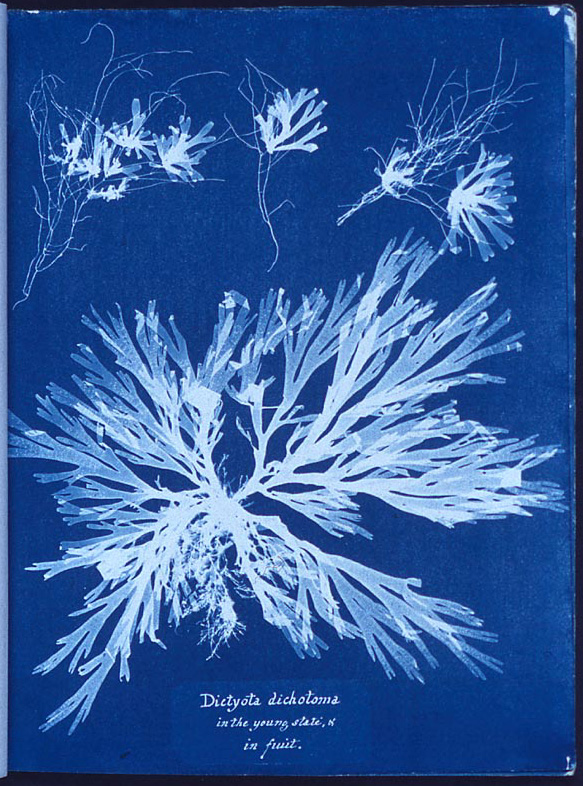
Un cianotipo di alghe della botanica del XIX secolo di Anna Atkins
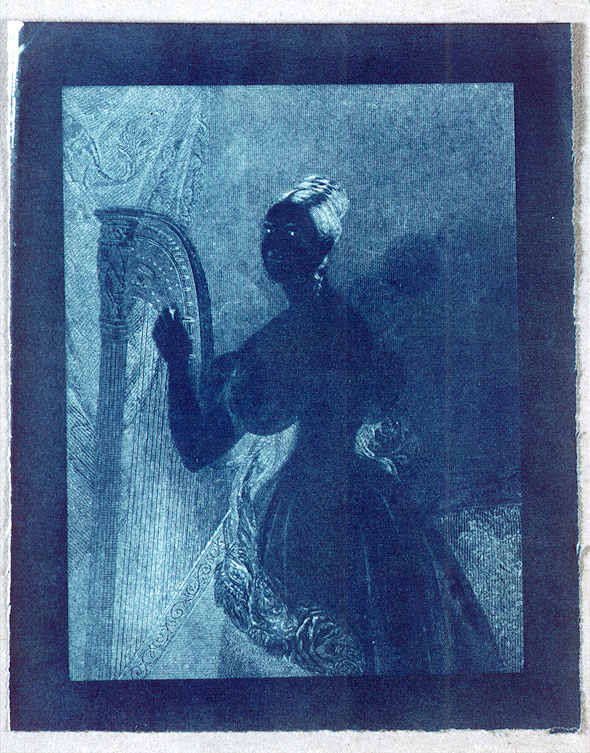
Sir John Herschel (1842) Cianotipo sperimentale di un'incisione non identificata di una signora con un'arpa
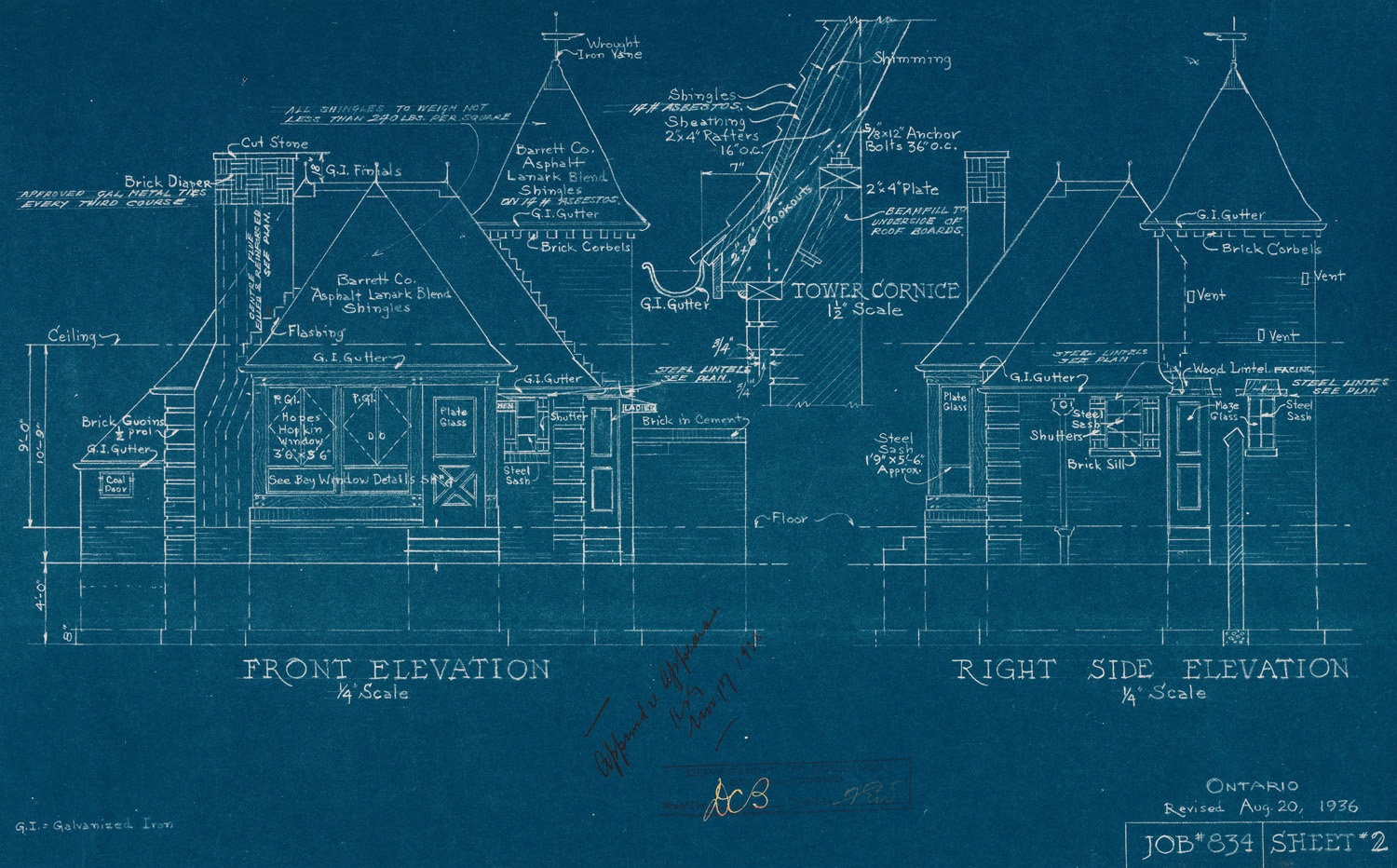
Progetto di disegno architettonico, Canada, 1936
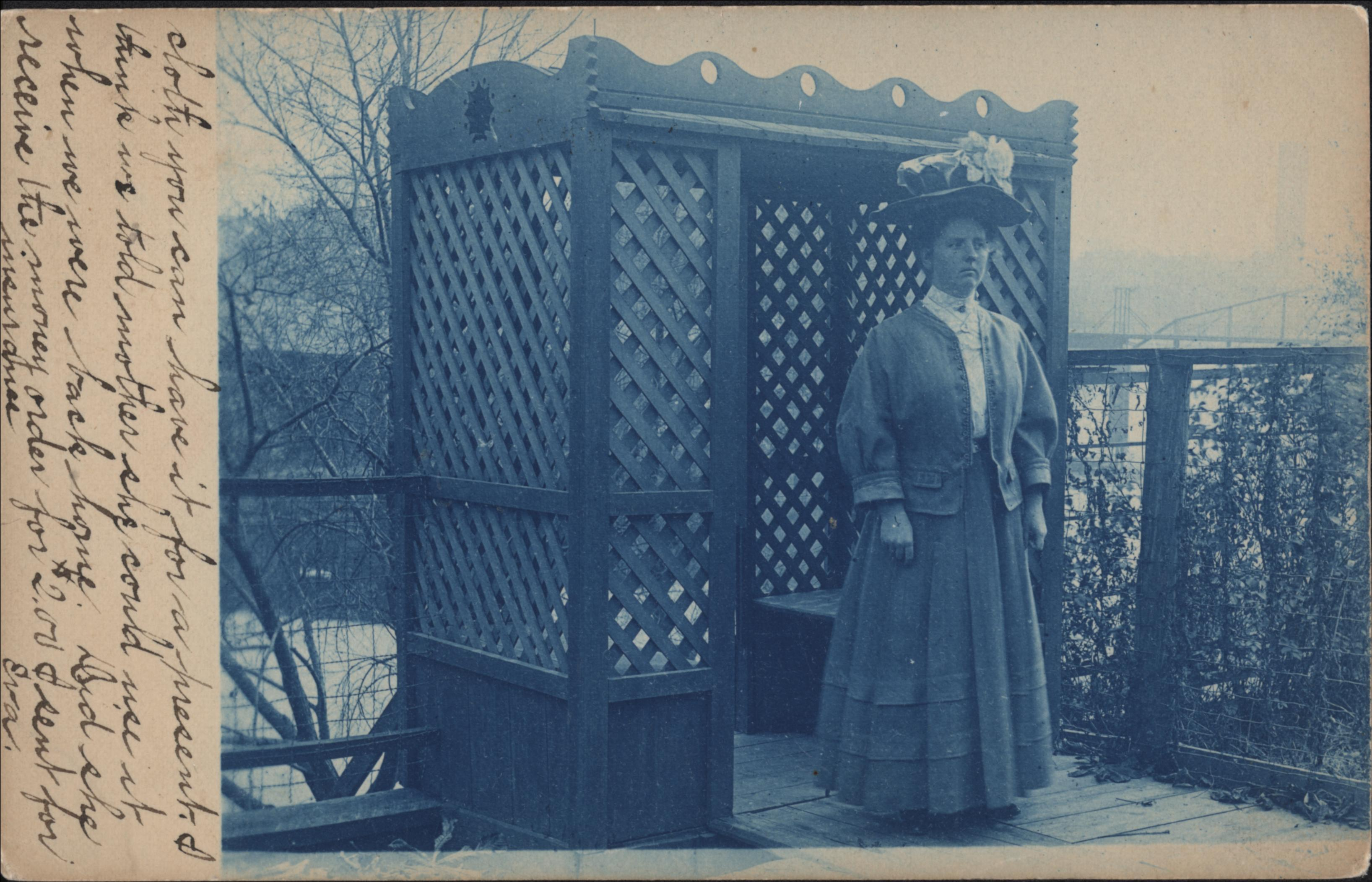
Cartolina cianotipica, Racine, Wis., circa 1910
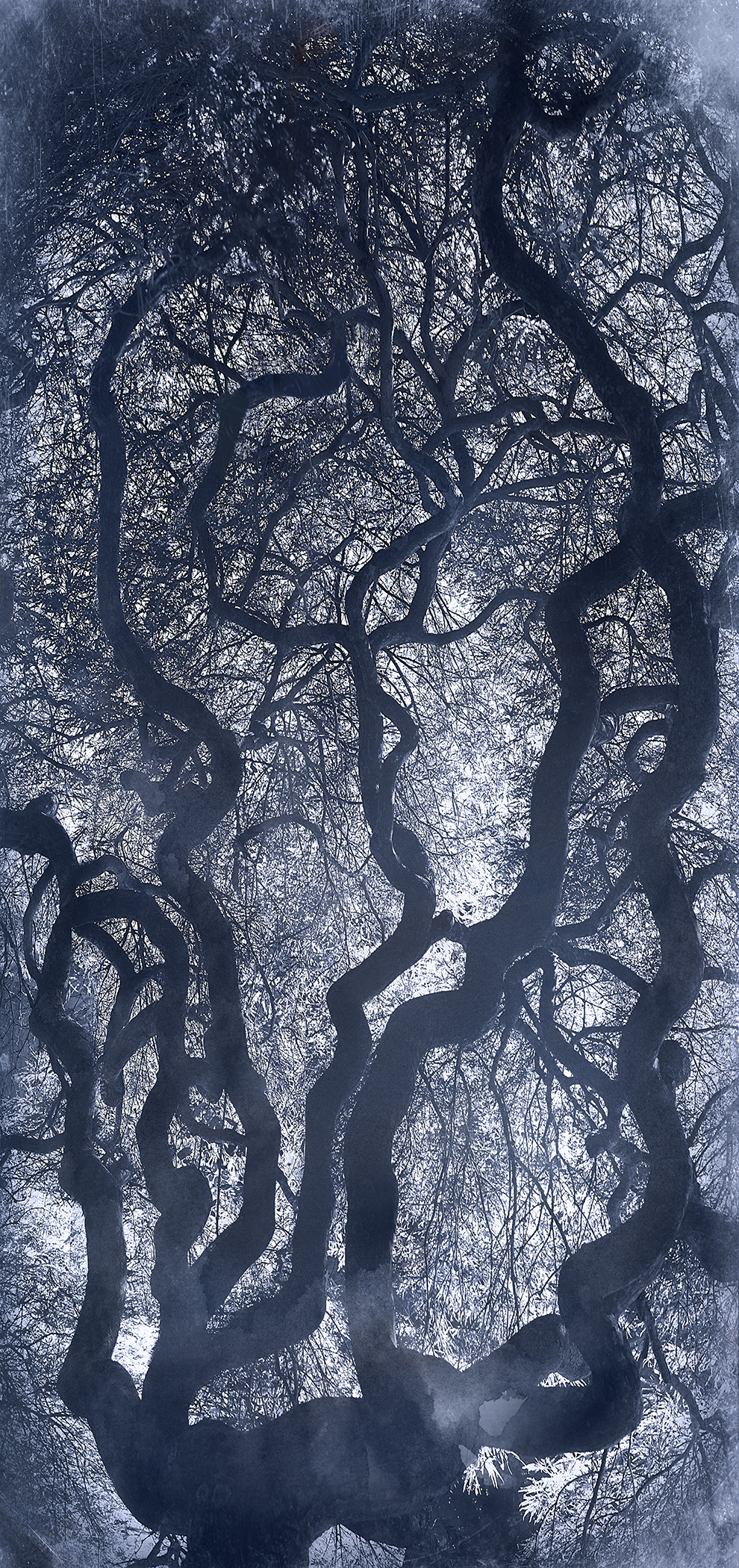
Indaco XII, Kate Cordsen. Cianotipia su carta
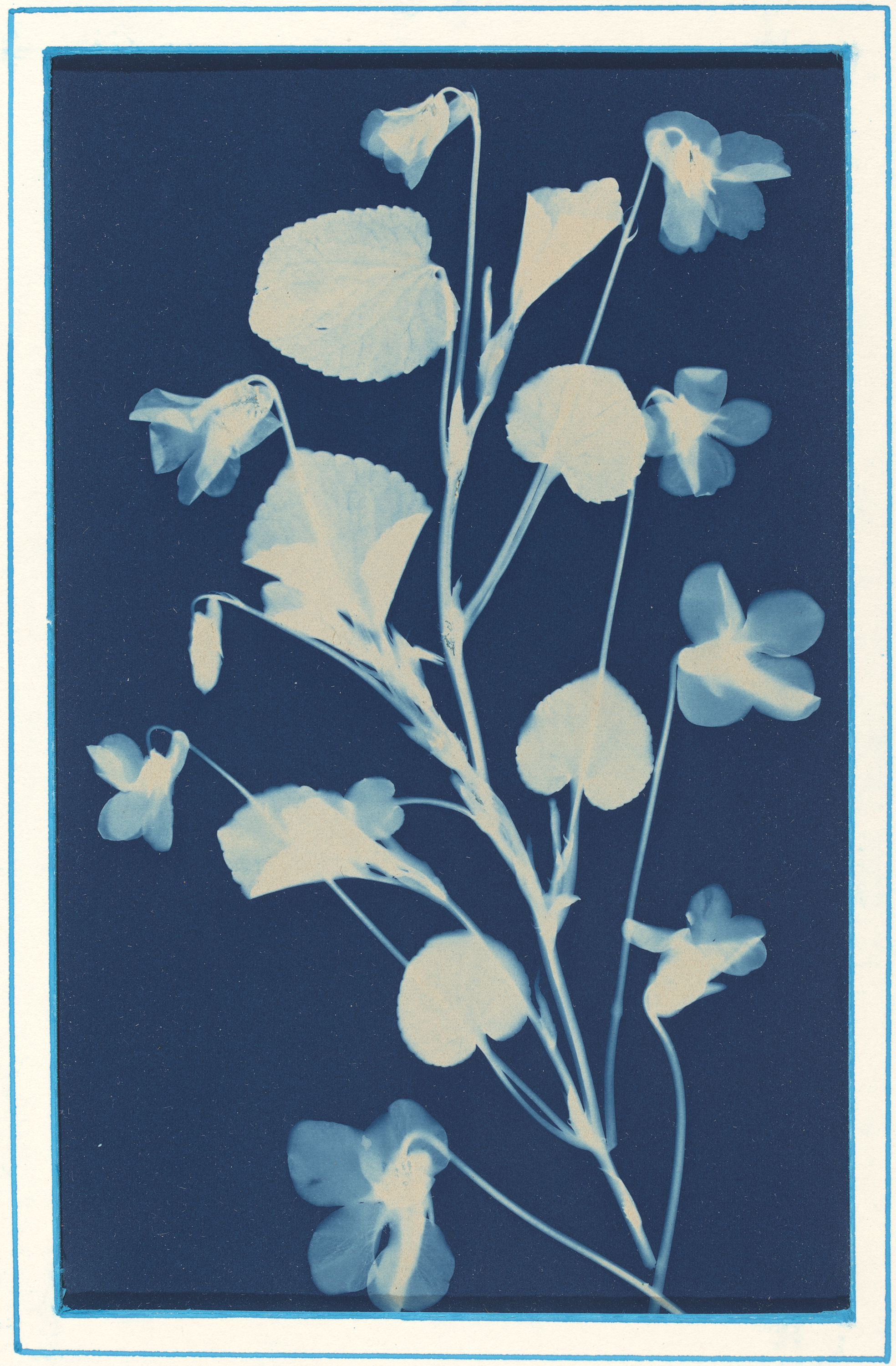
Bertha Evelyn Jaques, Senza titolo, c. 1900, cianotipo, NGA 136408